# Andrea Silenzi
Andrea Silenzi (Roma, Italia, 10 de febrero de 1966) es un exfutbolista y dirigente deportivo italiano. Jugó de delantero y fue internacional en una ocasión con la selección de Italia.

## Trayectoria
Se formó en el Pescatori Ostia y comenzó su carrera profesional en el  Lodigiani, el tercer club de su ciudad natal. Luego pasó al Arezzo y tras un año fue transferido al Reggiana; en Reggio Emilia totalizó 9 goles y logró el ascenso a la Serie B. En la segunda división italiana anotó 23 tantos, que lo convirtieron en el máximo artillero de la liga. En 1990 fichó por el campeón de Italia de ese entonces, el Napoli, por 7 mil millones de liras. Debutó el 1 de septiembre con la victoria en la Supercopa de Italia, aportando dos de los cinco goles que marcó el club napolitano a la Juventus.
Sin embargo, en las dos temporadas siguientes fue poco utilizado y anotó sólo 6 goles, así que fue vendido al Torino, donde se quedó por dos años ganando una Copa Italia. Ha sido el primer futbolista italiano en jugar en la Premier League: militó dos temporadas con la camiseta del Nottingham Forest, marcando dos goles en las copas nacionales ingleses. Volvió a Italia en 1996 y jugó en las filas de Venezia, Reggiana, Ravenna y Torino. Vuelto al Ravenna, concluyó ahí su carrera como futbolista, en el 2001.

## Selección nacional
Ha sido internacional con la Selección de fútbol de Italia en una sola ocasión el 16 de febrero de 1994, en un partido ante Francia disputado en el estadio San Paolo de Nápoles.

## Clubes
| Club                 | País       | Año       |
| -------------------- | ---------- | --------- |
| AS Lodigiani         | Italia     | 1984-1987 |
| US Arezzo            | Italia     | 1987-1988 |
| AC Reggiana          | Italia     | 1988-1990 |
| SSC Napoli           | Italia     | 1990-1992 |
| Torino Calcio        | Italia     | 1992-1995 |
| Nottingham Forest FC | Inglaterra | 1995-1996 |
| AC Venezia           | Italia     | 1996-1997 |
| AC Reggiana          | Italia     | 1997-1998 |
| Ravenna Calcio       | Italia     | 1998-1999 |
| Torino FC            | Italia     | 1999-2000 |
| Ravenna Calcio       | Italia     | 2000-2001 |

## Palmarés

### Campeonatos nacionales
| Título              | Club          | País   | Año     |
| ------------------- | ------------- | ------ | ------- |
| Serie C1            | AC Reggiana   | Italia | 1988-89 |
| Supercopa de Italia | SSC Napoli    | Italia | 1990    |
| Copa Italia         | Torino Calcio | Italia | 1992-93 |

## Dirigente deportivo
En marzo de 2009 fue contratado por el Cisco Roma como director del sector juvenil.